# Danh sách câu lạc bộ bóng đá ở Martinique
Đây là danh sách các câu lạc bộ bóng đá ở Martinique.
- Aiglon du Lamentin (Le Lamentin)
- Anses d'Arlet
- Case-Pilote
- Colonial (Fort-de-France)
- Diamantinoise (Le Diamant)
- Emulation (Schœlcher)
- Essor-Préchotain (Le Prêcheur)
- Etoile  (Basse-Pointe) (thăng hạng)
- Franciscain (Le François)
- Golden Lion
- Golden Star (Fort-de-France)
- New Club (Petit-Bourg)
- Rapid Club Lorrain (thăng hạng)
- Réveil-Sportif (Gros-Morne)
- Rivière-Pilote
- Robert
- Saint-Joseph
- Samaritaine (Ste.-Marie) (thăng hạng)
- Vert-Pré

Bản mẫu:Bóng đá Martinique